# Port Arthur, Tasmania

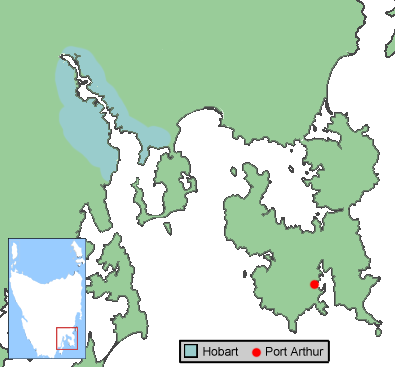
Vị trí của Port Arthur.

Port Arthur là một thị trấn nhỏ và là nhà tù cũ trên bán đảo Tasman, bang Tasmania, Úc. Nơi đây là một trong những khu vực di sản quan trọng nhất của nước Úc, đồng thời cũng là bảo tàng ngoài trời, địa điểm khảo cổ học quan trọng.
Nhà tù này là một phần của di sản chuỗi nhà tù Úc, đã được UNESCO công nhận là di sản thế giới, bao gồm 11 địa danh còn lại thuộc chuỗi nhà tù được xây dựng bởi đế quốc Anh trong thế kỷ 18-19 trên dải đất màu mỡ dọc bờ biển Australia. Các địa điểm này, bao gồm cả nhà tù Port Arthur, là "... các ví dụ tốt nhất còn sót lại của quy mô lớn hệ thống nhà tù và quá trình mở rộng thuộc địa của các cường quốc châu Âu thông qua sự hiện diện và lao động của tù nhân." 
Port Arthur là chính là địa điểm thu hút khách du lịch hàng đầu của Tasmania. Nó nằm cách thủ phủ Hobart khoảng 60 km (37 dặm) về phía đông nam. Năm 1996, đây là nơi diễn ra sự kiện giết người hàng loạt tồi tệ nhất trong lịch sử sau thuộc địa ở Úc.

## Địa lý
Port Arthur có cự ly khoảng 60 km về phía nam đông của thủ phủ bang Hobart, trên bán đảo Tasman. Đi ô tô đến đây từ Hobart qua các khu vực có phong cảnh đẹp, thông qua lộ Tasman Sorell và Đường cao tốc Arthur Port Arthur, mất khoảng 90 phút và bao gồm khoảng 96 km. Giao thông vận tải từ Hobart đến trang web cũng là bằng xe buýt hoặc phà, và các công ty khác nhau cung cấp các tour du lịch ngày từ Hobart.
Tại cuộc điều tra dân số năm 2006, Port Arthur và khu vực xung quanh đã có dân số 499 người.

## Lịch sử
Port Arthur được đặt theo tên George Arthur, Thống đốc của vùng đất Van Diemen. Mục đích ban đầu của nơi đây như là một trạm vận chuyển gỗ trong năm 1830, nhưng nó chính thức được nhiều người biết đến với việc được sử dụng như là một nhà tù hình sự.
Từ năm 1833 đến 1853, nó là điểm đến tồi tệ nhất cho những tên tội phạm bị kết án ở Anh và Ireland và những người kẻ nổi loạn sau khi đến Úc. Hầu hết những tên tội phạm không hề mong muốn tới đây. Port Arthur chính là một trong những nơi có an ninh nghiêm ngặt nhất trong hệ thống các nhà tù của Anh.
Port Arthur là một ví dụ điển hình về nhà tù kiểu mới, với việc lý thuyết thiết kế Panopticon của Jeremy Bentham. Nhà tù đã được hoàn thành vào năm 1853 nhưng sau đó đã được mở rộng vào năm 1855. Cách bố trí của nhà tù là khá đối xứng. Đó là một hình chữ thập với các bãi tập thể dục ở mỗi góc. Hai bên cánh có đường dẫn tới trung tâm giám sát của nhà tù, cùng các công trình phụ trợ như các nhà nguyện, hội trường trung tâm. Từ trung tâm giám sát này, có thể nhìn thấy rõ ràng hai bên cánh của nhà tù. Đây là điều khác biệt tại Port Arthur so với lý thuyết Panopticon.
Hệ thống nhà tù riêng biệt cũng báo hiệu một sự thay đổi về hình phạt về thể xác để trừng phạt những tù nhân. Tại nhà tù, tù nhân phải gánh chịu những trận đòn roi, được sử dụng trong các trạm xử phạt nhằm răn đe và trừng trị bọn tội phạm cứng đầu nhất. Ngay như việc thực phẩm để thưởng cho những tù nhân cư xử tốt và là sự trừng phạt cho những kẻ gây rối và cứng đầu. Một tù nhân có thể nhận được lượng thực phẩm nhiều hơn hoặc thậm chí là các mặt hàng xa xỉ như trà, đường và thuốc lá. Ngược lại, các tù nhân sẽ nhận được lượng thức ăn tối thiểu chỉ là bánh mì và nước. Theo hệ thống này, hình phạt được áp dụng là "hệ thống im lặng", âm thầm và như là quy luật. Tại nhà tù này, các tù nhân còn bị trùm đầu để thực hiện việc giữ im lặng. Nhiều người trong số các tù nhân trong các nhà giam riêng biệt còn bị bệnh tâm thần từ việc thiếu ánh sáng và âm thanh.. Trong nhiều khía canh, Port Arthur vẫn được coi là hình mẫu cho nhiều nhà tù, mặc dù con đường tới đây, nhà ở và lao động ở đây cực kỳ khắc nghiệt và tồi tệ so với các nhà tù khác trên khắp thuộc địa.
Vị trí mà Port Arthur nằm là trên một bán đảo tự nhiên an toàn, được bao quanh bởi nước (tin đồn của chính quyền là rất cá mập sống tại các vùng nước này). Một dải đất rộng có tên Eaglehawk Neck rộng chưa tới 30 mét là dải đất kết nối duy nhất với đất liền, đã được rào và bảo vệ bởi rất nhiều lính canh, bẫy và đàn con chó bị bỏ đói. Tàu thuyền ra vào khu vực đều được kiểm tra rất kĩ lưỡng, cùng với việc cấm việc thăm tù nhân hay thủy thủ của các tàu neo đậu tại Port Arthur.
Port Arthur đã được đánh giá là một nhà tù không thể trốn thoát được, sau nhà tù đảo Alcatraz ở Mỹ. Tuy nhiên vẫn có những tù nhân trốn thoát được. Martin Cash và hai người khác đã trốn thoát thành công.
Port Arthur cũng là điểm đến cho các phạm nhân vị thành niên, trong đó còn có cả trẻ em mới chín tuổi. Một số được đưa đến các địa điểm khác. Giống như người lớn, các tù nhân này cũng phải lao động trong môi trường khó khăn như cắt đá và xây dựng. Nhà thờ ở đây là một trong những tòa nhà được xây dựng là một trong những phi giáo phái đầu tiên của Úc, được xây dựng theo phong cách gothic. Các tù nhân sẽ phải tới đây vào chủ nhật hàng tuần.
Mặc dù danh tiếng của nó như là một tổ chức tiên phong, nhà tù kiểu mới, nhưng Port Arthur thực tế vẫn là khắc nghiệt và tàn bạo như các khu định cư hình sự khác. Một số nhà phê bình thậm chí có thể cho rằng việc sử dụng các hình phạt tâm lý, cộng với việc tù nhân không có hy vọng thoát khỏi đây, làm cho nó trở thành một trong những nơi tồi tệ nhất. Một số câu chuyện cho rằng, các tù nhân trong trại phạm tội giết người (một hành vi phạm tội sẽ bị trừng phạt bằng cái chết) chỉ để thoát khỏi sự khắc khổ của cuộc sống trong trại. Đảo Chết, một hòn đảo gần đó là nơi cho tất cả những ai chết trong trại tù. Trong số 1.646 ở đó, chỉ có 180 ngôi mộ là của nhân viên nhà tù và nhân viên quân sự được khắc tên. Nhà tù này đã đóng cửa vào năm 1877.

## Du lịch
Trước khi Port Arthur đã bị bỏ rơi vào năm 1877, một số người đã nhìn thấy một địa điểm du lịch tiềm năng. David Burn, một người đã đến thăm nhà tù năm 1842, đã kinh ngạc bởi vẻ đẹp của bán đảo này. Một số người lại có ý kiến khác, như Anthony Trollope vào năm 1872 tuyên bố rằng không có người đàn ông mong muốn nhìn thấy "tàn tích kỳ lạ" của Port Arthur.
Sau khi nhà tù đóng cửa, nhiều tài sản đã được đem bán đấu giá. Tuy nhiên, hầu hết các tài sản không được bán cho đến năm 1889. Đến thời điểm này, nhà tù đã bị xuống cấp và hư hại. Hobart đã từng tuyên bố "các tòa nhà đang nhanh chóng xuống cấp, nhưng trong một vài năm sẽ thu hút du khách, vì đây sẽ là di tích mà không cần bất cứ điều gì cũng làm cho nó xứng đáng với sự tôn trọng, hay thâm chí là nhớ tới. "
Người dân Tasmania muốn tách mình ra khỏi những hình ảnh đen tối của Port Arthur. Những người mua bất động sản tại Port Arthur bắt đầu rỡ bỏ các tòa nhà, sự tàn phá đã được đẩy mạnh bởi các đám cháy và động đất từ năm 1895 đến năm 1897 đã phá hủy nhà tù cũ. [ 9 ] Ở vị trí của nhà tù Port Arthur, thị trấn Carnarvon đã mọc ra. Thị trấn thu hút nhiều du khách nhờ các hoạt động du lịch như chèo thuyền, câu cá và vẻ đẹp tự nhiên của bán đảo. Họ lại muốn loại bỏ các ý nghĩa tiêu cực gắn liền với khu vực này.
Năm 1927, du lịch đã phát triển đến mức tên của khu vực đã được trở lại là Port Arthur. Năm 1916 chứng kiến sự ra đời của cơ quan bảo tồn (SPB) đã quản lý Port Arthur tránh khỏi sự hủy hoại từ những người dân địa phương. Vào những năm 1970, các vườn quốc gia và khu bảo tồn động vật hoang dã bắt đầu quản lý địa điểm này.
Trong năm 1979, nơi đây đã nhận được tài trợ để bảo tồn như là một địa danh lịch sử, một khu du lịch hấp dẫn. Một số cấu trúc bằng đá sa thạch, được xây dựng bởi những tù nhân, đã được cây thường xuân bảo vệ khiến nó vẫn còn khá nguyên vẹn. Tòa nhà bao gồm nhà tù chính, tháp canh, nhà thờ và những tàn tích của các trại giam chính. Các tòa nhà được bao quanh bởi công viên cây cối tươi tốt.
Các ngôi mộ tập thể trên đảo Chết cũng thu hút du khách du lịch. Ngoài ra còn có một bảo tàng, có văn bản, công cụ, quần áo cùng với những bức ảnh về cảnh và công việc của các tù nhân. Ở đây còn có quán cà phê, một quán rượu nhỏ hoạt động mỗi buổi tối, cửa hàng quà tặng, và các cơ sở khác phục vụ khách du lịch.

### Bảo tồn
Kể từ năm 1987, nơi đây đã được quản lý bởi Cơ quan Quản lý lịch sử Port Arthur, bảo tồn các công trình được tài trợ bởi Chính phủ bang Tasmania và lệ phí thu được từ các du khách.
Ủy ban Di sản thế giới của UNESCO ghi các di tích lịch sử Port Arthur và các mỏ than lịch sử vào di sản thế giới ký ngày 31 tháng 7 năm 2010, như một phần của Chuỗi nhà tù Úc, thế kỷ 18-19.
Cho đến ngày nay, Port Arthur là một trong những di tích lịch sử nổi tiếng nhất của Úc, thu hút được hơn 250.000 du khách mỗi năm.

## Hình ảnh

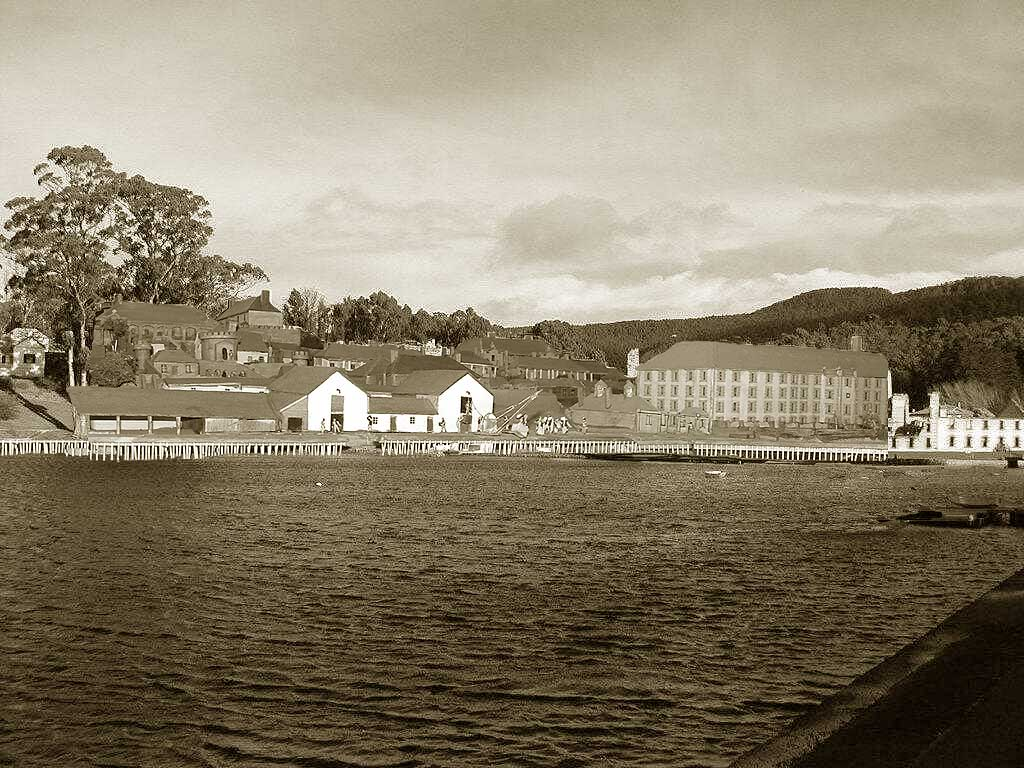
Port Arthur vào năm 1870
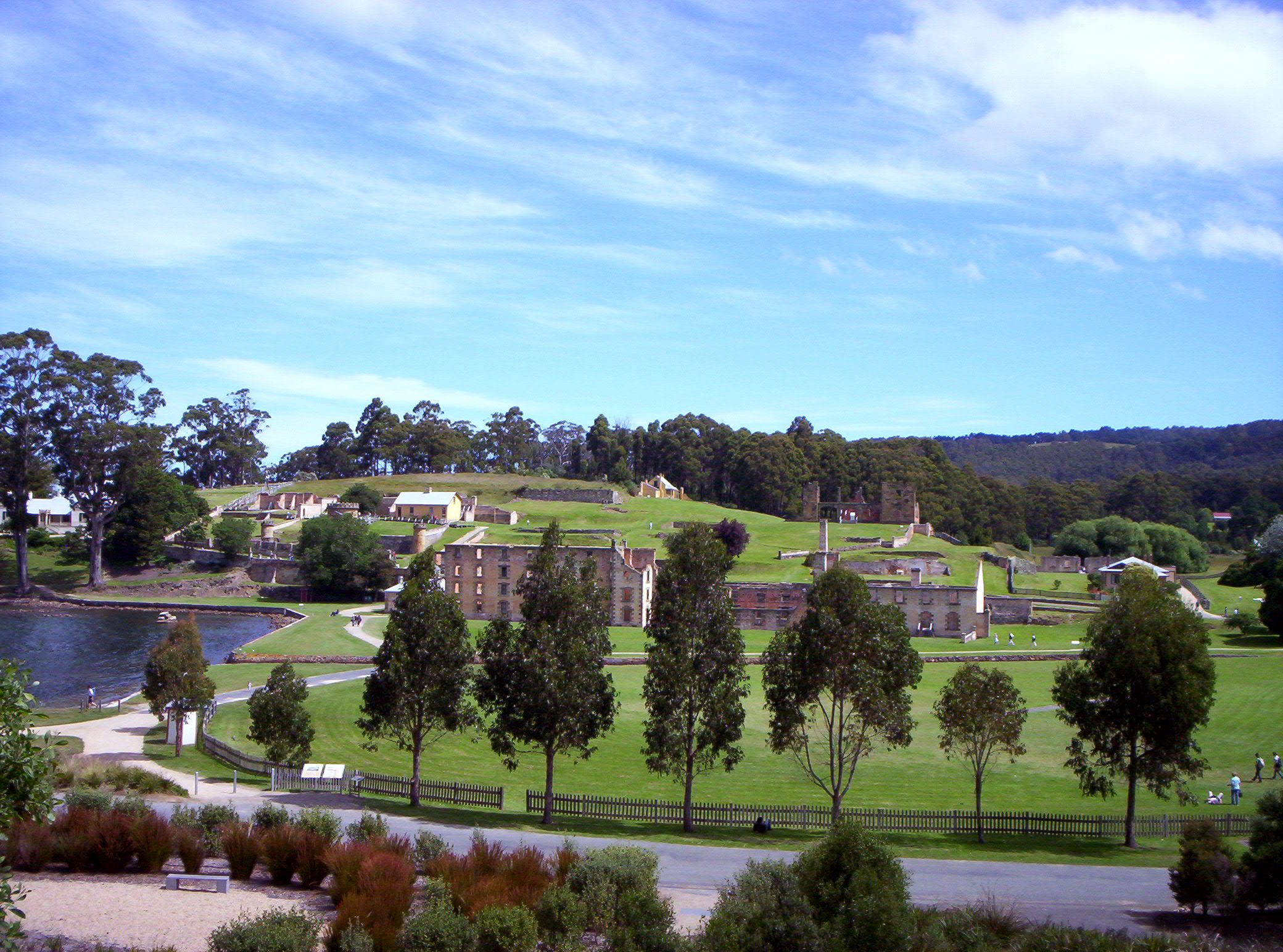
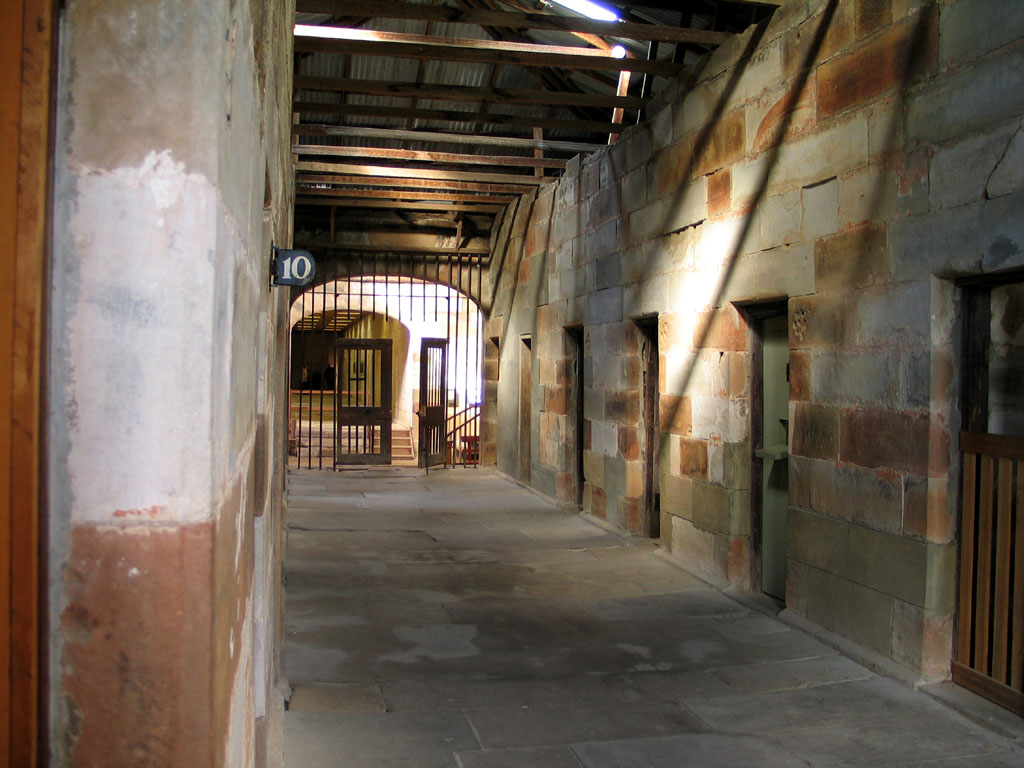
Bên trong nhà tù Port Arthur, Tasmania
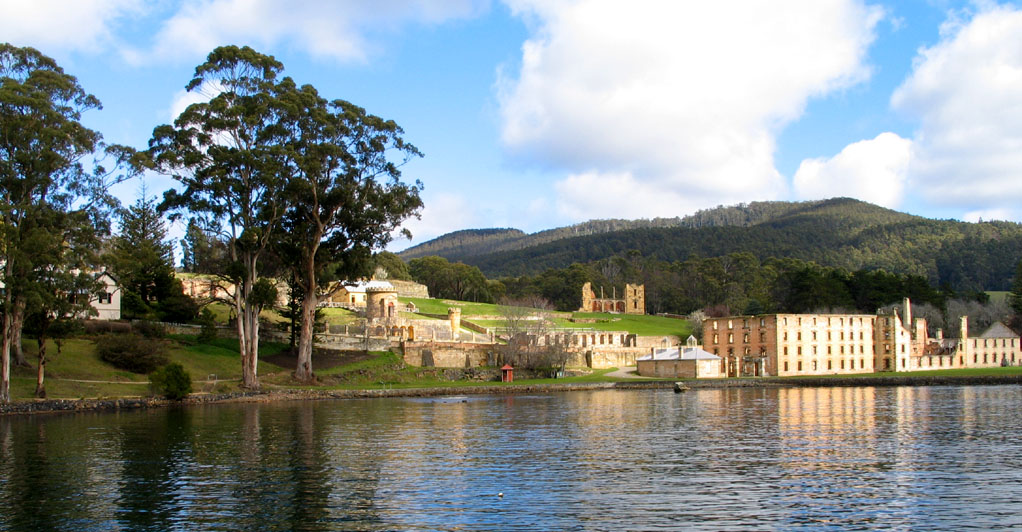
Port Arthur, Tasmania
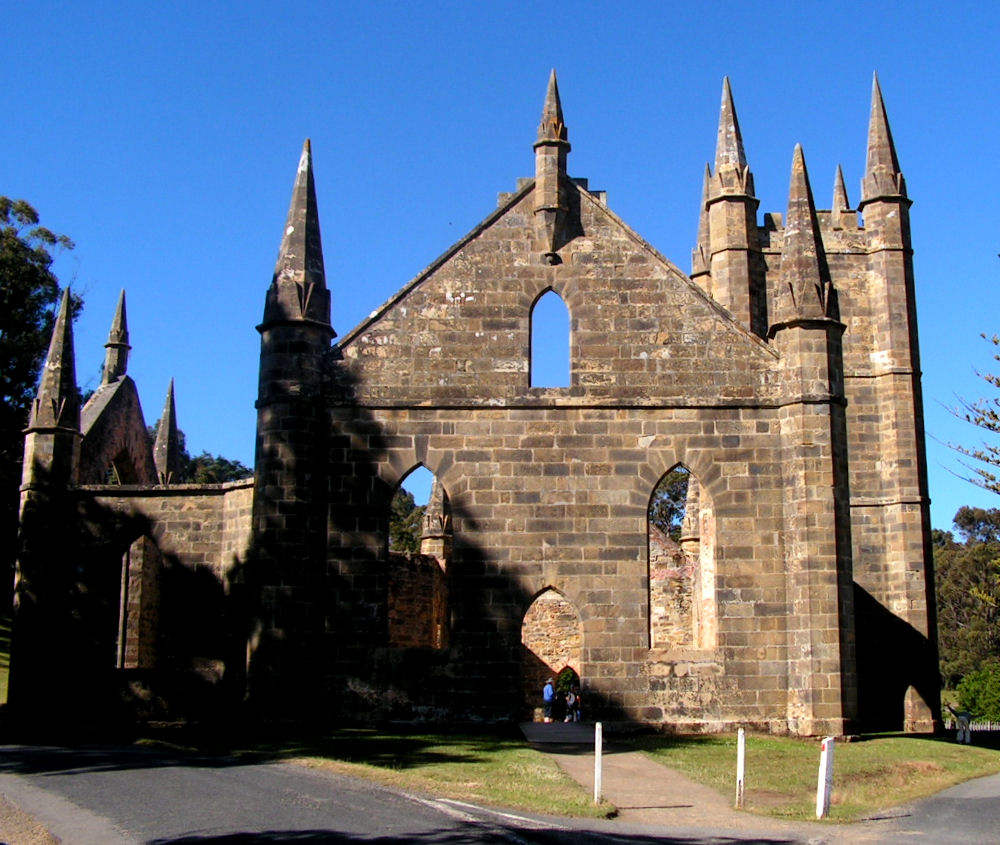
Nhà thờ tại Port Arthur
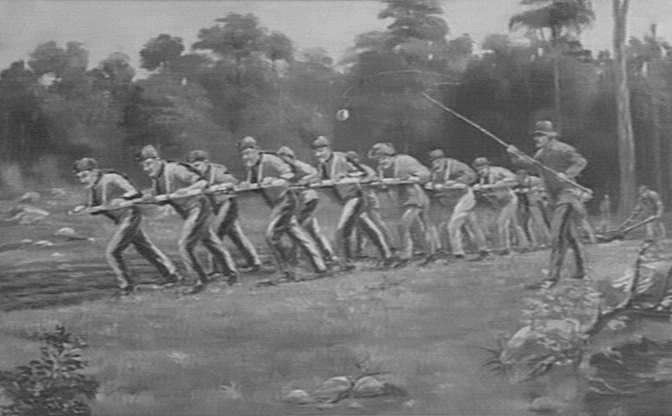
Một tấm bưu thiếp mô tả một nhóm tù nhân cày tại một trang trại ở Port Arthur, ngày 1926
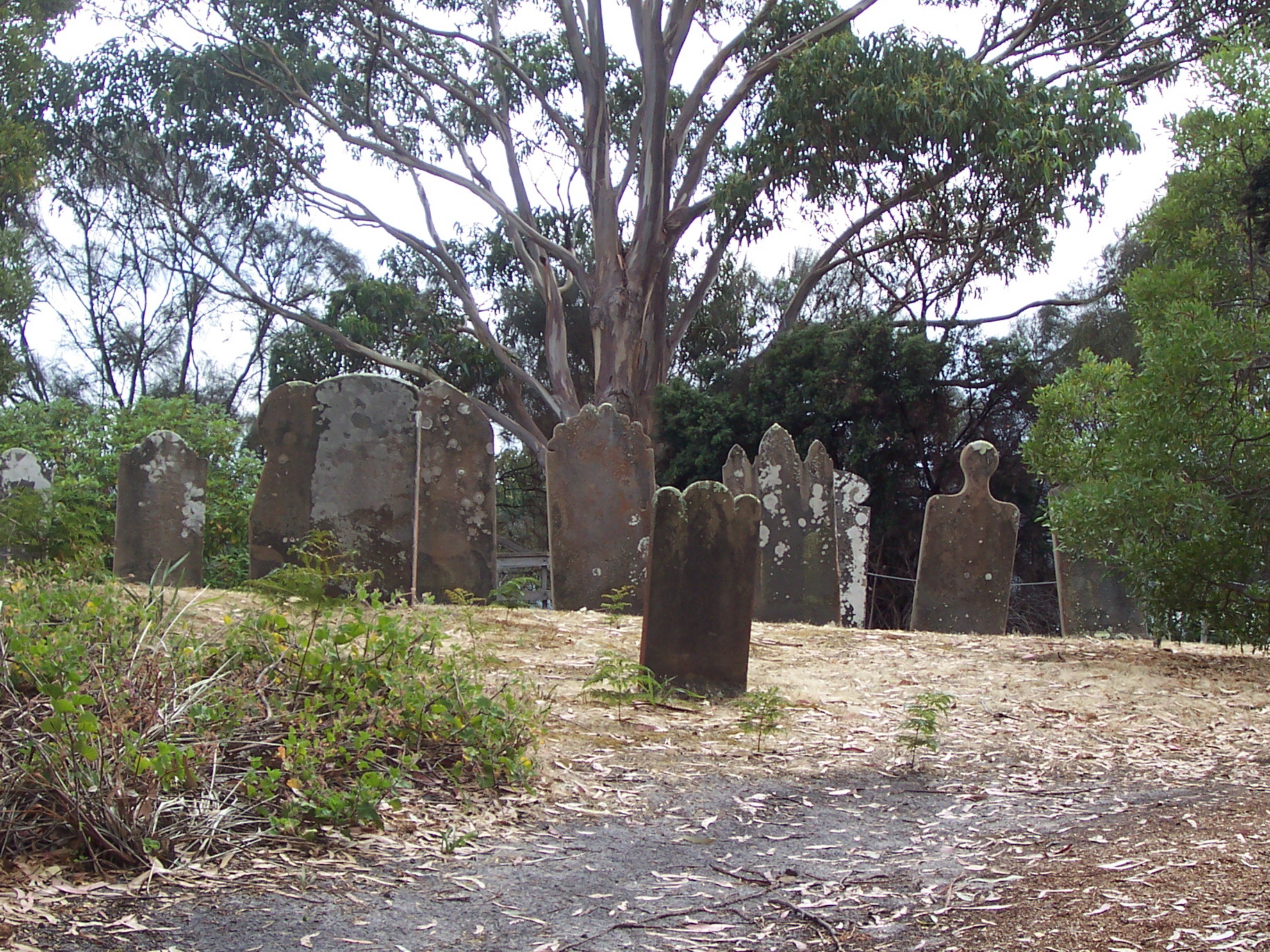
Bia mộ trên đảo Chết
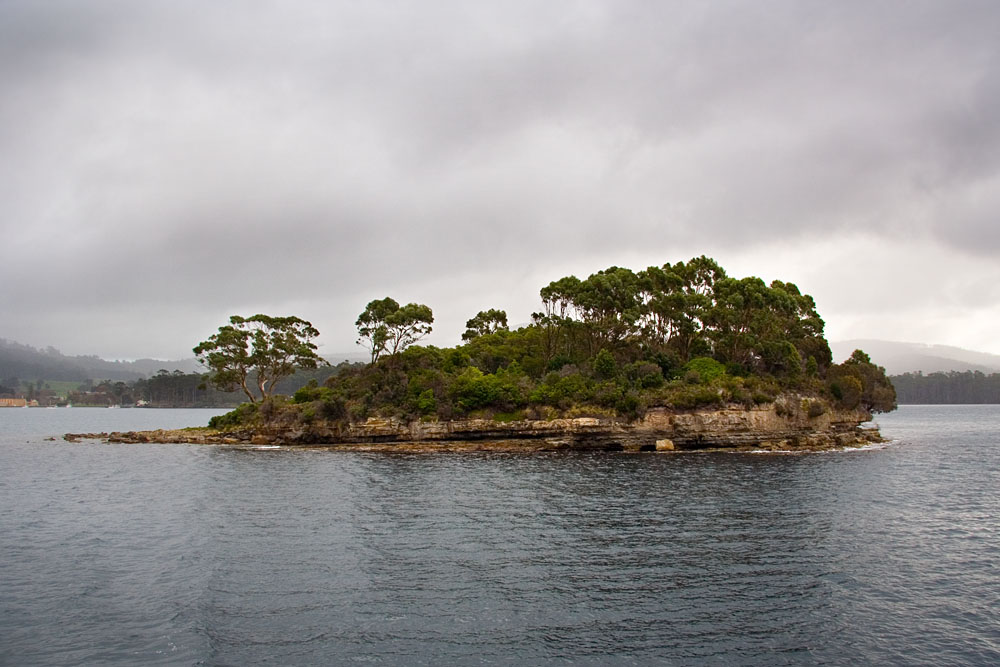
Đảo Chết